# テトラメチルブタン
テトラメチルブタン（英: Tetramethylbutane）は、炭化水素の一種、アルカンの一種で、ヘキサメチルエタンの別名でも知られる。オクタンの異性体のうち最も多くの分岐を持ち、唯一ブタン骨格を持つ。対称的な構造のため高い融点を持ち、液相をとる温度範囲は狭い。IUPAC命名法では2,2,3,3-テトラメチルブタンと表記されるが、他の構造が存在し得ないため、通常は結合位置を示す数字表記は省略される。

## 製造
グリニャール試薬のtert-ブチルマグネシウムブロミドと臭化エチルとの反応、またはマンガン(II)イオンの存在下で臭化エチルマグネシウムとtert-ブチルブロミドとの反応で得られる。これは、反応中に生じた有機マンガン化合物の分解により、tert-ブチル基が二量化するためと考えられている。

## 安全性
常温では固体であり、日本の消防法では危険物第2類（可燃性固体）に分類される。